# 巴拉那
31°44′S 60°32′W / 31.733°S 60.533°W

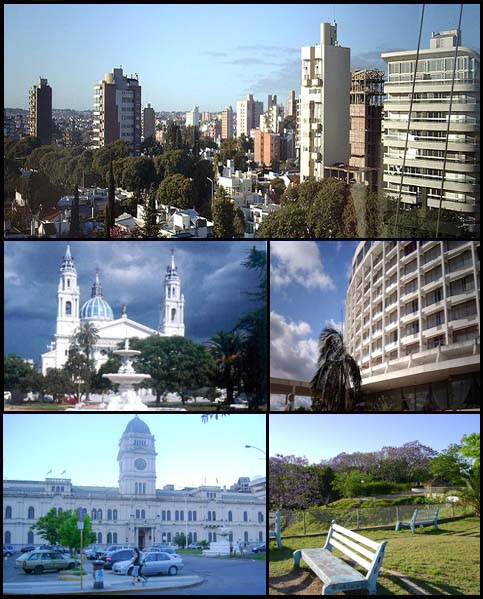
巴拉那

巴拉那位于阿根廷中东部巴拉那河畔，是恩特雷里奥斯省的首府，人口237,968（2001年）。